# Prophylaxie

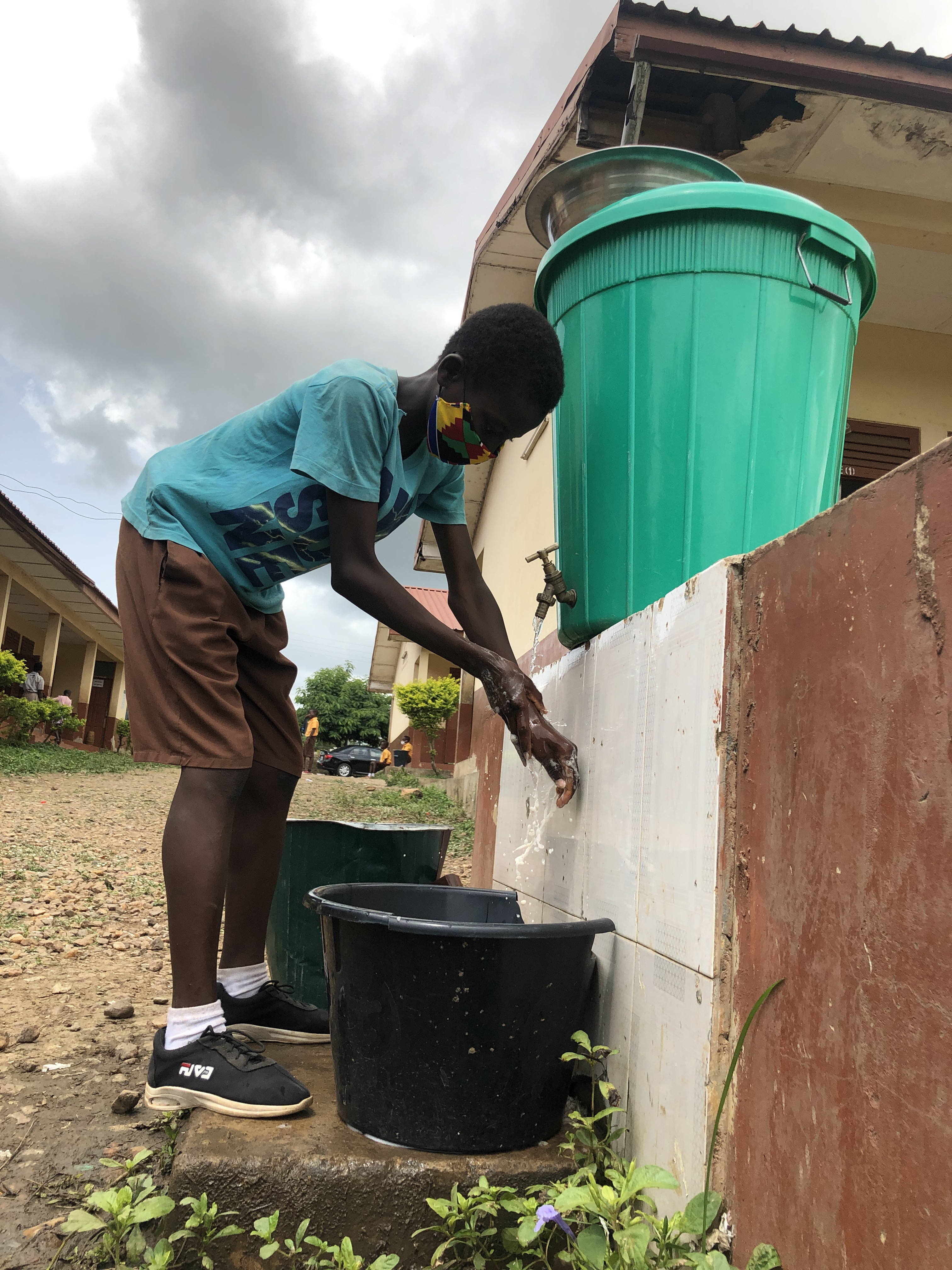
Port du masque et lavage des mains à l'école pendant la pandémie de Covid-19 au Ghana.

La prophylaxie, appelée aussi mesure prophylactique, désigne le processus actif ou passif ayant pour but de prévenir l'apparition, la propagation ou l'aggravation d'une maladie, par opposition à la thérapie curative, qui vise à la guérir. En défense des cultures, les mesures prophylactiques désignent des méthodes préventives appliquées avant même la mise en place de la culture, protégeant la plante contre une maladie et, par extension, contre tout ennemi.
Le terme fait aussi bien référence à des procédés médicamenteux qu'à des campagnes de prévention ou à de « bonnes pratiques » adaptées. Une prophylaxie peut amener à suivre un traitement médical, mais il s'agit avant tout d'un processus liant la prise de conscience d'un risque constaté ou pressenti, à une réponse médicale ou sanitaire.
La prophylaxie désigne aussi, en histoire et en ethnologie, un type de pratiques magiques ayant les mêmes buts. La prophylaxie aux échecs est le fait d'empêcher les plans adverses.

## Types de prévention
Types de prévention :
- la prévention primaire doit empêcher l'apparition d'une maladie chez une personne ;
- la prévention secondaire vise à réduire la gravité d'un problème de santé, notamment par le dépistage, la prise en charge et l'éducation thérapeutique ;
- la prévention tertiaire concerne l’évitement des complications de maladie déjà cliniquement manifestes et la mise en place de procédures de réhabilitation ;
- la prévention quaternaire concerne :
  - soit l'ensemble des soins palliatifs auprès de malades qui ont dépassé le stade des soins curatifs et qui se trouvent en phase terminale. La prévention quaternaire inclut aussi l'accompagnement des mourants. Les termes soins palliatifs sont cependant préférables[3] et plus répandus[4],
  - soit la prévention de la médecine non nécessaire ou la prévention de la surmédicalisation selon le tableau ci-dessous.

| Types de prévention. | Types de prévention. | Types de prévention. | Côté médecin                                     | Côté médecin                                        |
| Types de prévention. | Types de prévention. | Types de prévention. | Maladie                                          |                                                     |
| Types de prévention. | Types de prévention. | Types de prévention. | absente                                          | présente                                            |
| Côté patient         | Maladie              | absente              | Prévention primaire (pas malade maladie absente) | Prévention secondaire (pas malade maladie présente) |
| Côté patient         | Maladie              | présente             | Prévention quaternaire (malade maladie absente)  | Prévention tertiaire (malade maladie présente)      |

La prophylaxie concerne aussi bien les maladies infectieuses que les accidents du travail, les parasitoses ou le développement psychomoteur.
À ce titre, les campagnes de vaccination systématique — BCG, variole, etc. —, la déclaration de certaines maladies contagieuses, les démarches de prévention diverses d'hygiène de vie — anti-alcoolique, anti-tabac… —, la médecine du travail, le dépistage précoce de certaines maladies — cancer, par exemple —, les rééducations en milieu psychiatrique, etc., sont autant d'entreprises prophylactiques.

## Pratiques magiques
Les sociétés anciennes, à la médecine plus impuissante ou aux effets plus limités qu'actuellement, ont eu recours à des pratiques prophylactiques magiques compensant cette science insuffisante.
Les chapelles construites sur les chemins, à l'entrée d'un village, avaient ainsi un rôle prophylactique. Le saint vénéré dans ces chapelles était souvent un saint antipesteux, comme saint Roch, saint Sébastien, saint Antoine ou saint Barthélemy,.
La croyance dans les pouvoirs de l'écrit était aussi forte, et sa valeur prophylactique était aussi utilisée dans des formules qu'on retrouve dans les tombeaux égyptiens ou dans le christianisme.
Il était ainsi de coutume de multiplier les objets à vertus prophylactiques, voire d'en parer tous les objets familiers, de l'épée,,, aux bagues, en passant par les intailles. Les motifs les plus courants auxquels on prêtait des vertus prophylactiques sont l'œil, que l'on retrouve par exemple à l'avant des bateaux grecs, mais aussi sur des objets très courants, comme la fibule, et le phallus,.